# فدارسیون فوتبال رواندا
فدارسیون فوتبال رواندا (فرانسوی: Fédération Rwandaise de Football Association, FERWAFA‎) نهاد اداره‌کننده مسابقات فوتبال و فوتسال در کشور رواندا است.
این فدراسیون که در سال ۱۹۷۲ تأسیس شده عضو کنفدراسیون فوتبال آفریقا و فیفا نیز می‌باشد و مقر آن در شهر کیگالی است.